# Barbara, il mostro di Londra
Barbara, il mostro di Londra (Dr. Jekyll & Sister Hyde) è un film del 1971 diretto da Roy Ward Baker.
È una trasposizione del romanzo di Robert L. Stevenson Lo strano caso del dottor Jekyll e del signor Hyde, prodotta dalla londinese Hammer Film Productions specializzata in film horror e di fantascienza, ridotta per lo schermo e sceneggiata da Brian Clemens. In questo adattamento il protagonista dottor Jekyll si trasforma in una donna.

## Trama
A Londra il dottor Henry Jekyll, nel suo laboratorio, è alla continua ricerca di nuove formule, tra cui un siero di lunga vita.
Riesce dopo vari tentativi a sperimentare alcuni ormoni, prelevati da cadaveri di giovani fanciulle, provandoli su se stesso, trovandone uno che lo trasforma in donna, per un periodo breve, appena termina l'effetto della pozione Jekyll ritorna uomo.
Nel tentativo di capire a fondo le vere conseguenze che provoca la formula, e avendo perso la collaborazione di due loschi individui procacciatori a pagamento di cadaveri femminili, uno ucciso come profanatore di tombe e l'altro ridotto alla cecità, Jekyll inizierà a trasformarsi in assassino per procurarsi altri cadaveri di giovani ragazze, ai quali prelieva le sostanze di cui ha bisogno.
Ma ormai le continue assunzioni del siero provocano in Jekyll, continue e durature trasformazioni nella donna, a cui darà il nome di Barbara Hyde, che finirà per avere il sopravvento su di lui e sulla sua volontà di decisione, iniziando a uccidere senza alcun limite.
Nel finale Barbara Hyde, scoperta e inseguita dalla polizia, finirà per morire dopo una drammatica caduta da un tetto della città.

## Distribuzione

### Home video
In Italia del film è stato distribuito il DVD dalla Sinister Film nel 2013.

## Critica
Fantafilm scrive che "nelle mani dello sceneggiatore Brian Clemens il racconto di Stevenson sconfina sulle macabre cronache di Jack lo Sventratore. Jekyll non è il solito, tormentato ricercatore che aspira al bene dell'umanità, ma uno scienziato assai meno legato all'ideale, e il singolare sdoppiamento di cui è vittima allude, più o meno esplicitamente, alle sue inconfessabili perversioni sessuali".